# Гета (сандалі)

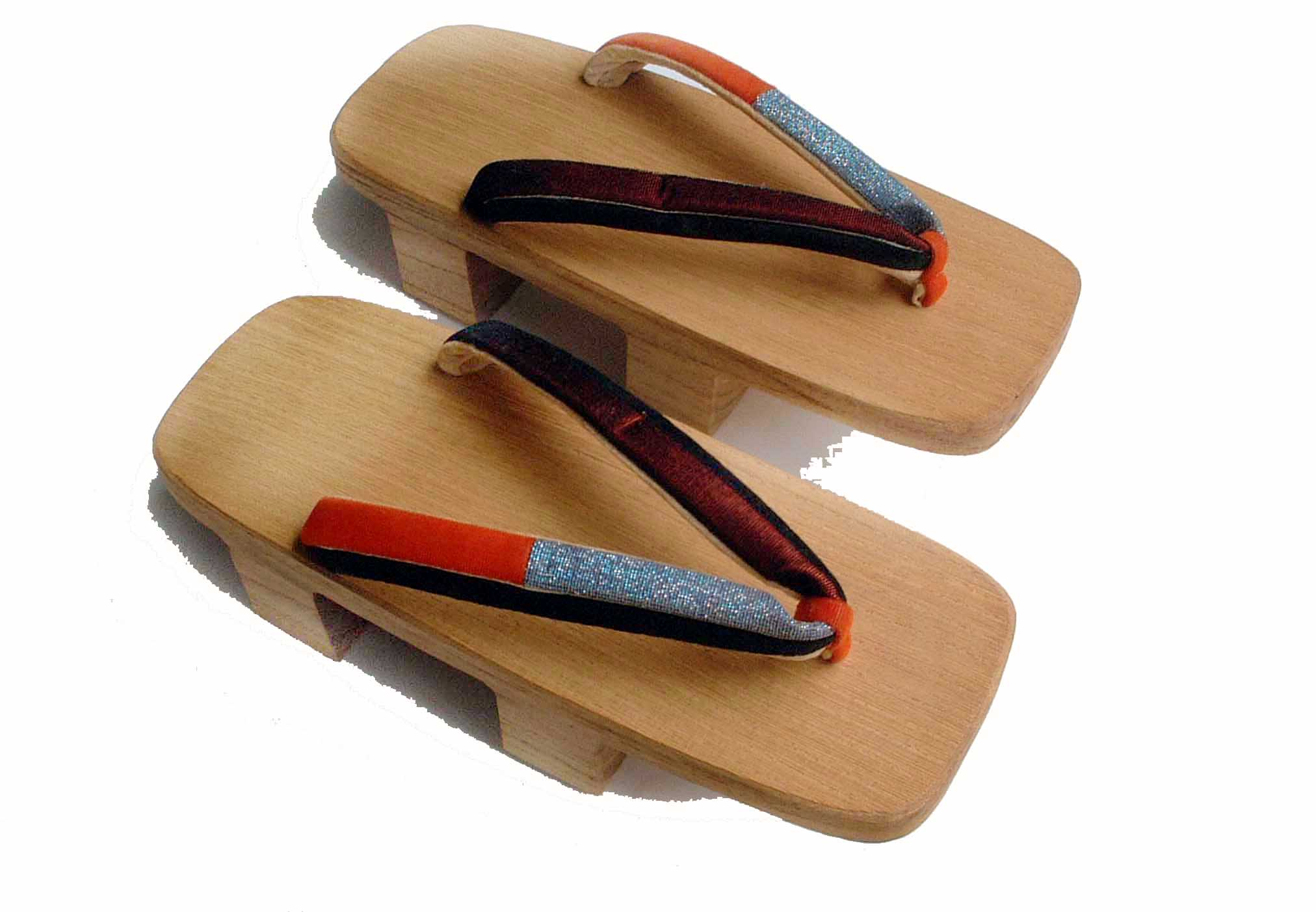
Ґета

Ґета (яп. 下駄) — японські дерев'яні сандалі у формі лавочки, однакові для обох ніг (зверху мають вигляд прямокутників з округлими кутами та, іноді, трохи опуклими сторонами). Тримаються на ногах за допомогою ремінців, що проходять між великим та другим пальцями. Останнім часом їх носять під час відпочинку або у негоду.

## Зовнішній вигляд
Зовні ґета виглядають таким чином: дерев'яна платформа тримається на двох поперечних брусочках, які залежно від потреби можуть бути досить високими. На нозі все це кріпиться за допомогою двох шнурків, протягнутих від п'яти до передньої частини ґета і проходять між великим та другим пальцями.
Під ґета зазвичай одягали табі — білі полотняні шкарпетки з особливим чохольчиком для великого пальця. Але їх могли носити і на босу ногу (так робили юдзьо; вважалося, що жіноча ніжка, взута в ґета без шкарпетки, виглядає дуже еротично).

## Історія

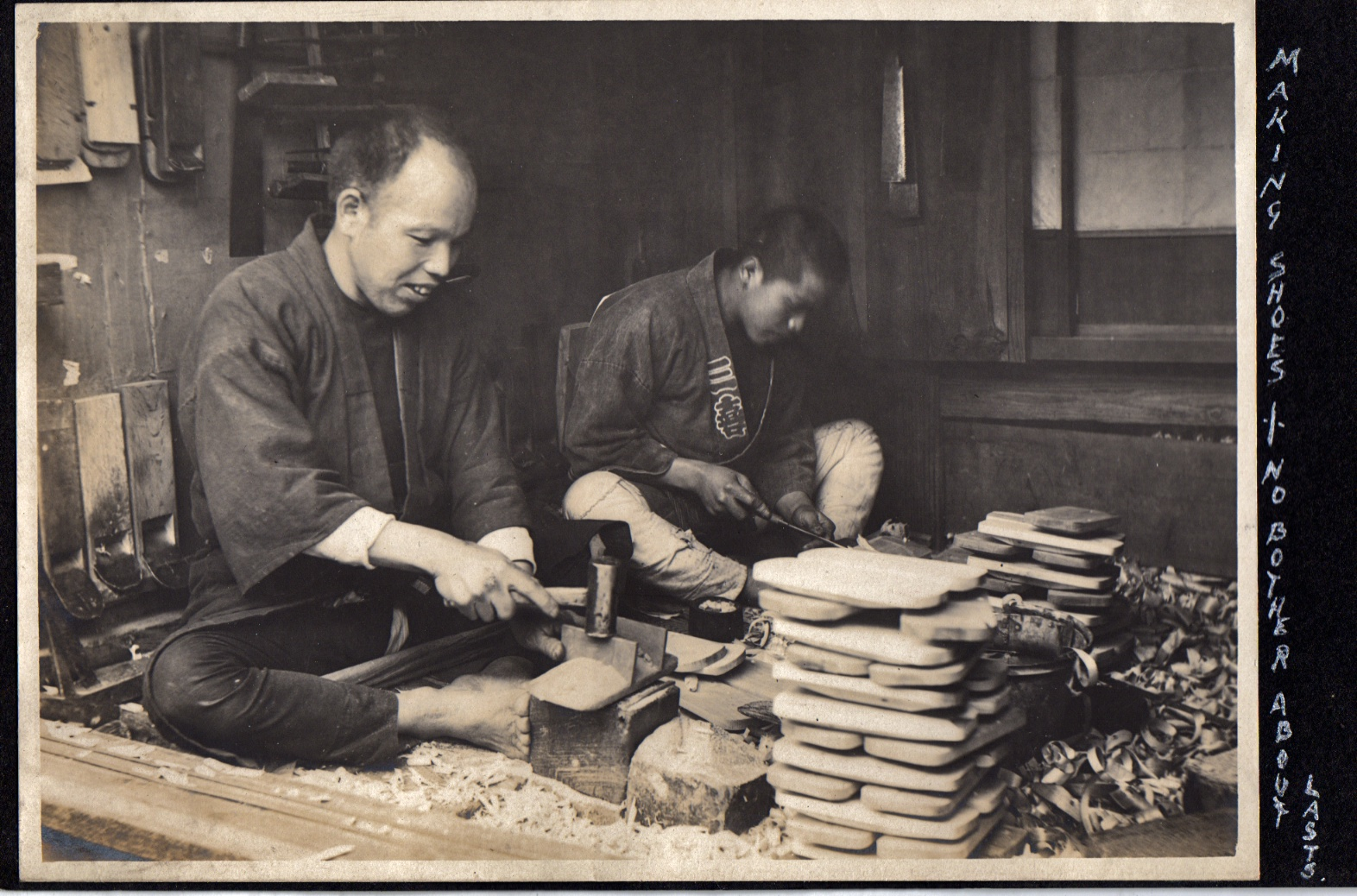
Виробництво гета. Період Тайсьо.

Ґета потрапили в Японію з Китаю і були поширені серед монахів та простолюду, бо на високій підошві було дуже зручно вирощувати рис, знімати плоди з дерев, пересуватися в дощову погоду. І лише з плином часу гета стали носити й аристократи; зрозуміло, ці ґета були не рівня простонародним та прикрашалися різним чином — зокрема, жіночі ґета покривалися позолоченою парчею, різними малюнками та дзвіночоками. Чоловіче взуття було більш стримане в цьому плані — тут основна увага приділялася вибору породи дерева, а також різьбленню та лакуванню, що наносяться на поверхню.
Сьогодні ґета носять з кімоно, наприклад, на мацурі. Ґета залишаються частиною професійного костюма ґейш.